# Велика Копаница
Велика Копаница (на хърватски: Velika Kopanica) е село и община в Бродско-посавска жупания, Хърватия.
Според преброяването от 2011 г. има 3308 жители, 99,5 % от които хървати.
В село Велика Копаница е роден хърватският педагог от 19 век Иван Филипович.